# Andrea Austmo Pedersen
Andrea Austmo Pedersen (* 19. April 1994 in Trondheim, Norwegen) ist eine norwegische Handballspielerin, die für den norwegischen Erstligisten Byåsen IL aufläuft.

## Karriere

### Im Verein
Pedersen spielte anfangs für die Handballmannschaften von Malvik und Randheim. Nachdem die Torhüterin für die Damenmannschaft von Utleira IL in der zweithöchsten norwegischen Spielklasse aufgelaufen war, wechselte sie im Jahr 2013 zum Erstligisten Byåsen IL. Im Sommer 2019 wechselte sie zum Ligakonkurrenten Vipers Kristiansand. Mit den Vipers gewann sie 2020, 2021 und 2022 die norwegische Meisterschaft, 2019 den norwegischen Pokal sowie 2021 und 2022 die EHF Champions League. Zur Saison 2022/23 wechselte sie zum dänischen Erstligisten Ikast Håndbold. Mit Ikast gewann sie 2023 die EHF European League. Im Sommer 2024 schloss sie sich dem dänischen Verein Horsens HK an. Seit dem Sommer 2025 steht sie beim norwegischen Erstligisten Byåsen IL unter Vertrag.

### In der Nationalmannschaft
Pedersen bestritt 40 Länderspiele für die norwegische Jugendauswahl, in denen sie 4 Tore warf. Mit dieser Mannschaft gewann sie bei der U-17-Europameisterschaft 2011 sowie bei der U-18-Weltmeisterschaft 2012 die Bronzemedaille. Anschließend lief Pedersen 34-mal für die norwegische Juniorinnenauswahl auf. Bei der U-19-Europameisterschaft 2013 belegte sie den vierten Platz. Zum Abschluss ihrer Juniorinnenlaufbahn belegte sie den neunten Platz bei der U-20-Weltmeisterschaft 2014.
Pedersen wurde im März 2017 erstmals in der norwegischen B-Nationalmannschaft eingesetzt. Am 16. Juli 2018 gab sie ihr Debüt für die norwegische A-Nationalmannschaft. Mit Norwegen belegte sie den vierten Platz bei der Weltmeisterschaft 2019.

## Sonstiges
Ihre Schwester Maren Austmo Pedersen spielt ebenfalls Handball.